# Révész György (filmrendező)
Révész György (Budapest, 1927. október 16. – Budapest, 2003. április 2.) Balázs Béla-díjas magyar filmrendező, forgatókönyvíró, filmdramaturg.

## Életpályája
Dr. Révész (Riesenberg) Sándor ügyvéd és Spitz Sarolta (1895–1952) gyermekeként született. Tanulmányait a Szakszervezeti Filmiskolában végezte 1945 és 1948 között. 1948-tól 1950-ig a Színház- és Filmművészeti Főiskola, 1945 és 1950 között az ELTE BTK hallgatója volt. 
1946-tól a filmszakmában dolgozott. 1954-től a Mafilm rendezője volt. 1954–1987 között 25 nagyjátékfilmet, 13 órányi tévéfilmet és sok rövidfilmet rendezett, számos forgatókönyvet írt. Tíznél több fesztiváldíjat nyert, köztük az 1963-as Mar del Plata-i nagydíjat. 
1964-ben feleségül vette Kerényi Gittát. Egy fiuk született: Gábor (1965).

## Filmjei
- Civil a pályán (1952)
- A város alatt (1953)
- Ifjú szívvel (1953)
- 2×2 néha 5 (1954)
- Rokonok (1954)
- Ünnepi vacsora (1956)
- Éjfélkor (1957)
- Micsoda éjszaka (1958)
- Életmentő véradók (1958)
- A megfelelő ember (1960)
- Négyen az árban (1961)
- Angyalok földje (1962)
- Fagyosszentek (1962)
- Hogy állunk, fiatalember? (1963)
- Igen (1964)
- Nem (1965)
- Minden kezdet nehéz (1966)
- Egy szerelem három éjszakája (1967)
- Az oroszlán ugrani készül (1969)
- Utazás a koponyám körül (1970)
- Tévedni isteni dolog (1972)
- Volt egyszer egy család (1972)
- Kakuk Marci (1973)
- A Pendragon legenda (1974)
- Az öreg (1975)
- Két pont közt a legrövidebb görbe (1975)
- Ki látott engem? (1977)
- Magyarok a prérin (1980)
- Mint oldott kéve (1982)
- Hanyatt-homlok (1984)
- Akli Miklós (1986)

## Díjai, elismerései
- Balázs Béla-díj (1963)
- Érdemes művész (1970)